# Commercial Titan III
Commercial Titan III även känd som CT-3 eller CT-III var en amerikansk raket i Titanserien. Raketen utvecklades av företaget Martin Marietta Corporation i slutet av 1980-talet. Men då USA:s flygvapen inte valde raketen, riktade man sig istället till den kommersiella marknaden, men då raketen var dyrare än sina konkurrenter avvecklades den efter endast fyra uppskjutningar.

## Uppskjutning
Precis som sin föregångare lyfte raketen endast på sina båda SRB-raketer och först när dessa nästan brunnit ut tändes raketens första raketsteg. När det hade förbrukat sitt bränsle, tog andra steget över. Raketen kunde ha upp till tre raketsteg.

## Uppskjutningar
| Datum                       | Uppskjutningsplats | Last              | Utfall        |  |
| --------------------------- | --- | ----------------- | ------------- |  |
| 1 januari 1990 00:07 UTC    | CCAFS LC-40 | Skynet 4A JCSAT-2 | Lyckad        |  |
| 1 januari 1990 00:07 UTC    | |                   |               |  |
| 14 mars 1990 11:52 UTC      | CCAFS LC-40 | Intelsat 603      | Delvis lyckad |  |
| 14 mars 1990 11:52 UTC      | Raketens andra steg separerade inte. Satelliten lämnades i låg omloppsbana runt jorden. Med hjälp av STS-49 kunde man senare placera satelliten i rätt omloppsbana. |                   |               |  |
| 23 juni 1990 11:19 UTC      | CCAFS LC-40 | Intelsat 604      | Lyckad        |  |
| 23 juni 1990 11:19 UTC      | |                   |               |  |
| 25 september 1992 17:05 UTC | CCAFS LC-40 | Mars Observer     | Lyckad        |  |
| 25 september 1992 17:05 UTC | |                   |               |  |